# ميثيلبريدنيزولون
ميثيلبريدنيزولون (أسماؤه التجارية ديبو ميدرول، ميدرول، سولو ميدرول) عقار من القشرانيات السكرية الصنعية (التي تسمى أيضًا الستيروئيدات القشرية السكرية)، يُستفاد من فعاليته المضادة والمثبطة للمناعة في معالجة الأمراض. يُستخدم بجرعات منخفضة في الأمراض المزمنة أو بجرعات عالية في أثناء الهجمات الحادة للمرض. يمكن إعطاء ميثيل بريدنيزولون ومشتقاته عن طريق الفم أو بالحقن.
أيًا تكن طريقة الإعطاء، يؤثر ميثيل بريدنيزولون تأثيرًا جهازيًا (أي على مستوى الجسم كاملًا) ويقدم تأثيرات تقلل الالتهاب بسرعة في أثناء الهجمات الحادة. يترافق استخدامه بالكثير من التأثيرات الجانبية المؤذية لذا يجب إنقاص جرعة الدواء فورًا بعد السيطرة على المرض. تشمل الآثار الجانبية الخطرة متلازمة كوشينغ علاجية المنشأ وارتفاع ضغط الدم وهشاشة العظام والسكري والعدوى وضمور الجلد.
من الناحية الكيميائية، ميثيل بريدنيزولون هرمون بريغنان ستيروئيدي صنعي مشتق من هيدروكورتيزون وبريدنيزولون. ينتمي إلى فئة القشرانيات السكرية الصنعية والقشرانيات السكرية عمومًا. تأثيره ناهض لمستقبلات القشرانيات المعدنية والقشرانيات السكرية. بالمقارنة مع القشرانيات السكرية الخارجية الأخرى، فإن ميثيل بريدنيزولون أكثر ألفة لمستقبلات القشرانيات السكرية مقارنة بمستقبلات القشرانيات المعدنية.
اشتُقت تسمية القشرانيات السكرية بعد اكتشاف مشاركتها في تنظيم استقلاب (أيض) الكربوهيدرات. من المفهوم الآن أن الوظائف الخلوية للقشرانيات السكرية، مثل ميثيل بريدنيزولون، تشمل تنظيم الاتزان الداخلي (الاستتباب) والأيض والتطور والوظائف المعرفية والالتهاب. وتلعب دورًا حاسمًا في التكيف والاستجابة للإجهاد البيئي والجسدي والعاطفي.
كانت شركة أبجون (فايزر حاليًا) أول من ركب ميثيل بريدنيزولون وصنعه، ووافقت إدارة الغذاء والدواء الأمريكية في الولايات المتحدة على الدواء في أكتوبر 1957. في عام 2020، كان ميثيل بريدنيزولون الدواء رقم 161 الأكثر استخدامًا في الولايات المتحدة، إذ ذُكر في أكثر من 3 ملايين وصفة طبية. ميثيل بريدنيزولون مدرج أيضًا في قائمة منظمة الصحة العالمية للأدوية الأساسية لتأثيراته ضد سرطان الدم اللمفاوي.

## الحركية الدوائية
ميثيل بريدنيزولون من القشرانيات الصنعية له تأثيرات مختلفة على مجموعة متنوعة من الآليات الفيزيولوجية. يوصف على نطاق واسع لتأثيره على الالتهاب والمناعة. تعتمد تأثيرات القشرانيات السكرية الصنعية، مثل ميثيل بريدنيزولون، على ارتباطها بمستقبلات القشرانيات السكرية داخل الخلايا، وبدرجة أقل، مستقبلات القشرانيات المعدنية. تنتشر مستقبلات القشرانيات السكرية في نطاق واسع بخلاف مستقبلات القشرانيات المعدنية التي يقتصر وجودها على أنسجة محددة. ينتقل المستقبل المرتبط بربيطة إلى النواة ويعدل التعبير الجيني.

### الاستخدامات الطبية
يتمثل الهدف الرئيسي من استخدام ميثيل بريدنيزولون في كبح الاستجابة الالتهابية والمناعية. ويحقق ميثيل بريدنيزولون ذلك من خلال تنظيم عدد الكريات البيض ووظيفتها ووظيفة السيتوكينات والكيموكينات. إن سيطرته القوية على الالتهاب في مختلف الأنسجة تجعله فعالًا في اضطرابات كثيرة. يوصف ميثيل بريدنيزولون مدة قصيرة في الهجمات الحادة، مثل الهجمات الحادة من التهاب المفاصل النقرسي. يمكن استخدامه بجرعات قليلة على نحوٍ مستمر شرط مراقبة التأثيرات الضارة. تُحدد الجرعة وطريقة الإعطاء تبعًا لكل استخدام طبي.

### الربو
في الفترة 2001-2002، وُصفت الستيروئيدات القشرية الفموية بوصفها علاجًا طويل الأمد لنحو 11.4% من المرضى الذين شُخصت إصابتهم بالربو في العيادات الخارجية. يُستطب استخدام ميثيل بريدنيزولون وفقًا للبرنامج الوطني للتثقيف والوقاية من الربو على المدى القصير والطويل لتحقيق السيطرة السريعة على الربو المعند وضبطه. في حالات التدهور التي تتطلب زيارة قسم الطوارئ، يفضل استخدام ميثيل بريدنيزولون عن طريق الفم لا عبر الوريد، إلا في حال القيء أو عدم التزام المريض. ميثيل بريدنيزولون عن طريق الفم أقل توغلًا وأظهرت الدراسات أن فعاليته مكافئة للاستخدام الوريدي. لا ينصح بالجرعات التي تزيد عن 60-80 ملغ/يوم أو 2 ملغ/ كغ/يوم إذ لم تثبت فائدتها في تحسين وظيفة الرئة أو معدل دخول المستشفى أو مدة البقاء فيه مقارنة بالجرعات الأقل. بعد الخروج من قسم الطوارئ، يُنصح بوصف ميثيل بريدنيزولون لخمسة أيام لتقليل احتمال النكس أو ظهور أعراض الانسحاب.

### الأمراض الرثوية
يستخدم ميثيل بريدنيزولون لعلاج الكثير من الأمراض الرثوية (الروماتزمية)، مثل الذئبة الحمامية الجهازية والتهاب المفاصل الرثوي. جرعات ميثيل بريدنيزولون المستخدمة لهذه الأمراض متغيرة بسبب الاختلافات الفيزيولوجية المرضية بين هذه الأمراض وبين المرضى المصابين بمرض معين منها. في التهاب الكلية الذئبي، وهو مظهر شائع في داء الذئبة الحمامية الجهازية، يوصف ميثيل بريدنيزولون مع مثبطات المناعة. تعالج الحالات الشديدة باستخدام سيكلوفوسفاميد أو ريتوكسيماب وثلاث جرعات من العلاج الوريدي بميثيل بريدنيزولون (وفق إرشادات الكلية الأمريكية للأمراض الرثوية) قبل التحول إلى بريدنيزولون وأزاثيوبرين عن طريق الفم للحفاظ على الهجوع (هدأة المرض).
يشكل حقن الستيروئيدات القشرية داخل المفصل الخط العلاجي الثاني لتخفيف آلام المفاصل الناتجة عن التهاب المفاصل الرثوي. يُجرى الحقن عادة في مفاصل الركبتين والكتفين. وعلى الرغم من أن الحقن موضعي، أظهرت الدراسات وجود امتصاص جهازي يتضح من خلال الآثار العلاجية على المفاصل البعيدة. لمنع حدوث التثبيط الوطائي، قيدت إرشادات إدارة الغذاء والدواء الحقن داخل المفصل بثلاث مرات في السنة، وبفاصل 30 يومًا على الأقل بين كل عمليتي حقن.

### قصور قشر الكظر الأولي أو الثانوي
لا ينصح باستخدام ميثيل بريدنيزولون في علاج قصور قشر الكظر الأولي أو الثانوي ويفضل استخدام الستيروئيدات القشرية الأخرى لأنها أكثر ألفة لمستقبلات القشرانيات المعدنية وذات خصائص حافظة للملح.

## الاستطبابات المصرح بها
الاستطبابات الموضحة أدناه مصنفة حسب طريقة الإعطاء والمجال الطبي.
ميثيل بريدنيزولون عن طريق الفم
- الحساسية والمناعة: الوذمة الوعائية العصبية، الربو، الشرى، التهاب الأنف التحسسي الموسمي أو الدائم، تفاعلات فرط الحساسية الدوائية، التحسس من الأمصال المضادة.
- الأمراض الجلدية: انحلال البشرة السمي، التهاب الجلد التأتبي، التهاب الجلد التماسي، الفقاع، الحمامي متعددة الأشكال، متلازمة ستيفن جونسون، التهاب الجلد الفقاعي حلئي الشكل، التهاب الجلد الدهني الحاد، التهاب الجلد التقشري، الفطار الفطراني، الصدفية الشديدة.
- الغدد الصماء: فرط تصنع الغدة الكظرية الخلقي، فرط كالسيوم الدم المرتبط بالسرطان، التهاب الغدة الدرقية غير القيحي، قصور قشر الكظر الأولي أو الثانوي.
- أمراض الجهاز الهضمي: الداء المعوي الالتهابي والتهاب القولون التقرحي.
- أمراض الدم: فقر الدم الانحلالي المكتسب (المناعة الذاتية)، فرفرية نقص الصفيحات مجهولة السبب، نقص الصفيحات الثانوي، نقص أرومات الدم الحمراء، سرطان الدم، اللمفوما، فقر الدم بنقص التصنيع الخلقي.
- الأمراض الرئوية: ذات الرئة الاستنشاقية، داء البيريليوم المزمن، الالتهاب الرئوي بالحمضات، الساركوئيد العرضي، السل الرئوي بالتزامن مع العلاج الكيميائي المضاد للسل.
- أمراض الكلى: المتلازمة الكلوية مجهولة السبب أو التالية لالتهاب الكلية الذئبي.
- طب الأعصاب: التصلب المتعدد.
- طب العيون: التهاب الصلبة، التهاب الأوعية الدموية في الشبكية، التهاب العنبية، التهاب المشيمية، التهاب القزحية، التهاب القزحية والجسم الهدبي، التهاب القرنية، التهاب العصب البصري، التهاب الملتحمة التحسسي، قرحات القرنية الهامشية التحسسية، الهربس النطاقي العيني، الرمد الودي، التهاب المشيمية والشبكية.[21]
- الأمراض الرثوية: التهاب المفاصل الرثوي، التهاب القلب الرثوي، التهاب المفاصل النقرسي الحاد، التهاب الفقار اللاصق، التهاب الجلد والعضلات والتهاب العضلات المتعدد، التهاب المفاصل الصدفي، الذئبة الحمامية الجهازية، التهاب الجراب الحاد وتحت الحاد، التهاب الغشاء الزليل في الفصال العظمي، التهاب المفاصل التالي للرض، التهاب اللقيمة.[22]

ميثيل بريدنيزولون حقنًا
- حقن الأنسجة داخل المفصل أو الأنسجة الرخوة: التهاب المفاصل النقرسي الحاد، التهاب الجراب الحاد وتحت الحاد، التهاب غمد الوتر الحاد، التهاب اللقيمة، التهاب الغشاء المفصلي في التهاب المفاصل.
- الحقن ضمن الآفة: داء الثعلبة، الذئبة الحمامية القرصية، الجدرة، الورم الحبيبي الحلقي، الحزاز المسطح، الحزاز البسيط المزمن، اللويحات الصدفية، النخر السكري الشحمي.
- الحقن العضلي: يستخدم الحقن العضلي بديلًا للعلاج الفموي في بعض الحالات.[20]

### استطبابات غير مصرح بها
تشمل بعض الاستطبابات غير المصرح بها لميثيل بريدنيزولون إصابة الحبل الشوكي الحادة، ومتلازمة الضائقة التنفسية الحادة، والتهاب الكبد الكحولي، والإنعاش الهرموني عند أخذ الأعضاء من الجثث، وفي الداء الرئوي الساد المزمن.